# Tetracis truxaliata
Tetracis truxaliata là một loài bướm đêm trong họ Geometridae.